# Château de Lametz
Le château de Lametz est une gentilhommière du XVIIe siècle située à Lametz, en France.

## Description

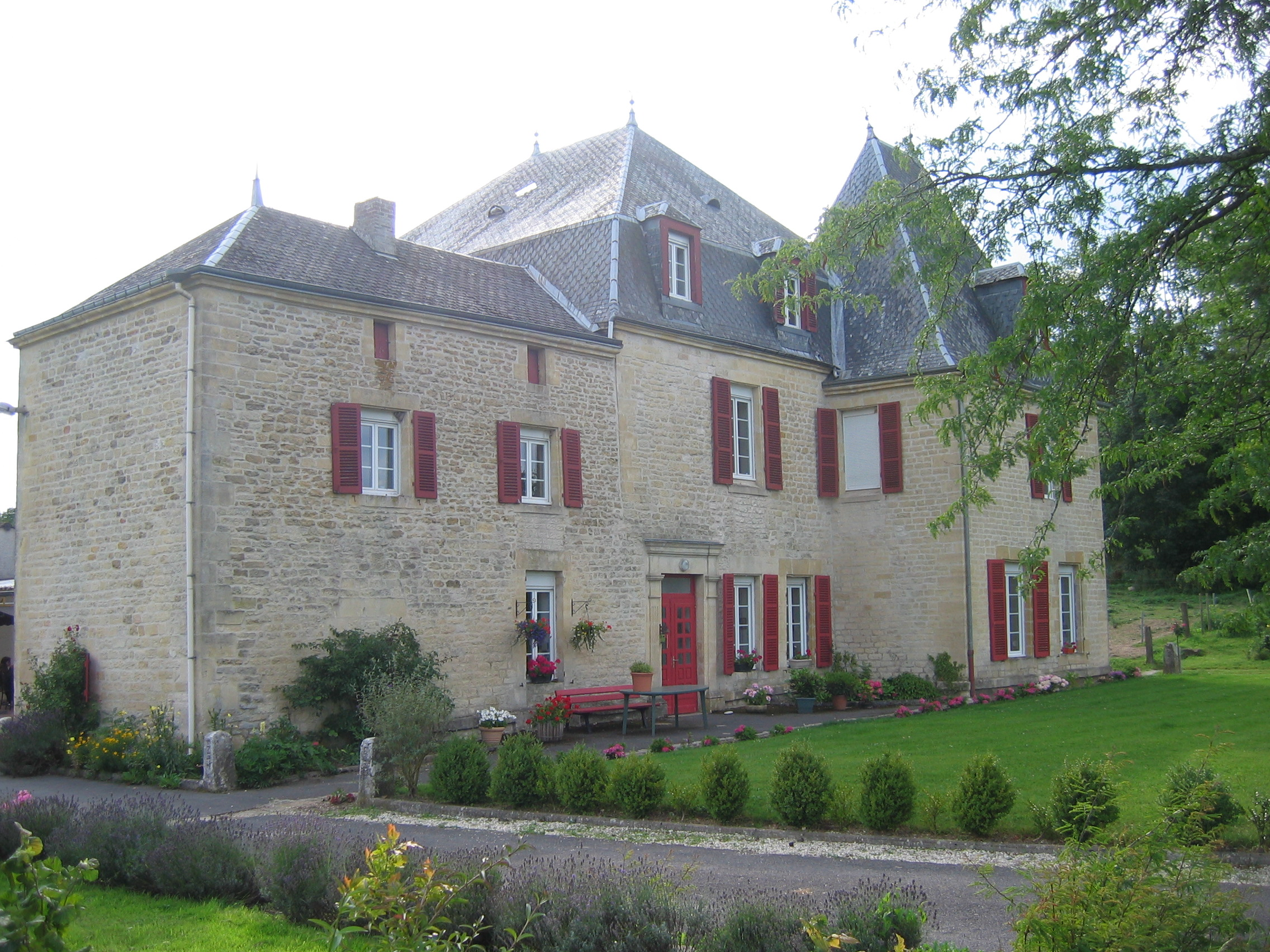
Château de Lametz.

L'édifice actuel ne correspond qu'à une partie de l'édifice initial. En L, avec une partie plus récente à l'arrière, et des combles de tailles significatives, il est situé sur un parc de 1,5 hectare.
C'est une propriété privée qui propose des gîtes, avec sur le terrain une aire de jeux pour enfants et un terrain de tennis.

## Localisation
Le château est implanté sur la commune de Lametz, dans le département français des Ardennes, en sortie de village, en direction de Neuville-Day. 

## Histoire
La construction date de la fin du XVIe siècle et a été entreprise par Pierre Dubois d'Ecordal. La seigneurie passe de famille en famille au XVIIe siècle et XVIIIe siècle: de la famille d'Ivory à la famille de Wignacourt puis de Lardenois et enfin de Villelongue. Les Villelongue, seigneurs de Saint-Morel, la vende en 1764. Une nouvelle vente se déroule en 1784, puis à nouveau en 1803.
L'acheteur, en 1803 est Antoine Rouyer, ancien officier, entré dans la carrière des armes en 1779, ayant combattu sous la Révolution française (en particulier à la bataille de Valmy) et le Premier Empire,. Ce militaire a épousé Françoise Henriette Legras de Vaubercey, et vit à Lametz avec les enfants des deux premiers mariages de son épouse, dont Caroline Gibert. Celle-ci adopte le nom d'usage Gibert de Lametz.
C'est ainsi que le château de Lametz devient le théâtre d'une idylle princière.
L'héritier putatif de la principauté de Monaco, Florestan Grimaldi s'amourache en effet en ce lieu, peu de temps après la chute du Premier Empire, de la jeune Caroline Gibert. Il a vingt-neuf ans, elle en a vingt et un. Deux versions existent sur les circonstances de leur rencontre. Selon la première, Florestan Grimaldi tombe malade en Ardennes, où son père a diverses propriétés, et est soigné, on ne sait pourquoi, au château de Lametz. Et il tombe amoureux d'une des jeunes filles qui le soigne. Selon l'autre version, plus avérée, Amélie d'Aumont, une fille illégitime de la princesse Louise de Monaco, demi-sœur du prince Florestan de Monaco, épouse au château de Lametz, en main 1814, Louis Pierre Musnier de Mauroy, le demi-frère de Caroline Gibert. C'est à cette occasion que Florestan rencontre Caroline. 
Malgré les réticences de la famille Grimaldi, les deux jeunes gens se marient à Paris, le 27 novembre 1816. Antoine Rouyer décède à Lametz en 1836. Florestan Grimaldi et sa conjointe vivent en partie en ce domaine de Lametz, mais aussi à Paris. En 1841, Florestan devient prince de Monaco. Caroline, nouvelle princesse de Monaco, exerce dès lors une grande influence dans la gouvernance de la principauté et en redresse les comptes.
Vendu bien des années plus tard, le château sera notamment utilisé comme colonie de vacances, avant d'être restauré et réaménagé par la famille  Lautar.